# Brod nad Tichou (stacja kolejowa)
Brod nad Tichou – stacja kolejowa w Brodzie nad Tichou, w kraju pilzneńskim, w Czechach. Położona jest na wysokości 475 m n.p.m.
Na stacji nie ma możliwości zakupu biletów, a obsługa podróżnych odbywa się w pociągu.

## Linie kolejowe
- 170 Beroun - Plzeň - Cheb